# Дифенбах (Витлих)
Дифенбах (њем. Diefenbach) општина је у њемачкој савезној држави Рајна-Палатинат. Једно је од 107 општинских средишта округа Бернкастел-Витлих. Према процјени из 2010. у општини је живјело 62 становника. Посједује регионалну шифру (AGS) 7231020.

## Географски и демографски подаци
Дифенбах се налази у савезној држави Рајна-Палатинат у округу Бернкастел-Витлих. Општина се налази на надморској висини од 270 метара. Површина општине износи 1,4 km². У самом мјесту је, према процјени из 2010. године, живјело 62 становника. Просјечна густина становништва износи 44 становника/km².